# Letis ketupa
Letis ketupa là một loài bướm đêm trong họ Erebidae.